# Cayo Samaná
Cayo Samaná é uma pequena ilha situada no centro das Bahamas. Mede cerca de 14,5 quilômetros de comprimento (em direção leste - oeste) e entre 1,6 e 3,2 quilômetros de largura. Suas coordenadas geográficas são 23° 05′ N, 73° 45′ O 23° 05′ N, 73° 45′ O.

## População
Cayo Samaná foi desabitada por quase toda a história. Teve uma população permanente durante a primeira metade do século XX, cujas ruínas ainda são visíveis na parte sul da ilha, perto do extremo oeste; mas hoje está desabitada.

## Ocupação por Cristóvão Colombo
No século XIX afirmou-se que Samaná pôde ser a ilha Guanahani na que Cristóvão Colombo desembarcou o 12 de outubro de 1492. Esta teoria foi abandonada em meados do século XX, quando Samuel Morison contribuiu argumentos sólidos que identificavam Guanahani com a ilha de Watling (chamada San Salvador atualmente). No entanto, a identificação com Samaná foi proposta de novo em 1986 por Joseph Judge da National Geographic Society. Este ponto de vista é minoritário hoje em dia.
É maior a aceitação da teoria de que Samaná seja a segunda ilha descoberta pelos espanhóis, que Colombo batizou Santa Maria da Concepção.
No mapa de Juan de la Cosa figura uma ilha chamada Samana para perto de Guanahani.